# 桃太郎電鐵系列
桃太郎電鐵系列是模擬鐵道公司營運的大富翁類型电子游戏系列，為桃太郎傳說系列的衍生作品，亦曾經是Hudson Soft的看板商品之一，目前系列的版權是由科樂美和系列創造者佐久間晃共同持有。略稱「桃鐵」（桃鉄）。

## 桃太郎電鐵系列全作品

### 主系列一覽
FC=紅白機
PCE=PC Engine
GB/GBA=Game Boy/Game Boy Advance
SFC=超級任天堂
GG=Game Gear
PS/PS2=PlayStation/PlayStation 2
GC=任天堂GameCube
DS=任天堂DS
3DS=任天堂3DS
PSP=PlayStation Portable
Switch=任天堂Switch

#### 由Hudson Soft發行
1. 桃太郎電鐵（FC：1988年12月2日）
2. 超級桃太郎電鐵（PCE：1989年9月15日、GB：1991年3月8日、FC：1992年3月20日）
3. 超級桃太郎電鐵II（PCE：1991年12月20日、SFC：1992年8月7日、GB：1994年2月18日）
4. 超級桃太郎電鐵III（SFC：1994年12月9日、GG：1995年12月15日）
5. 超級桃太郎電鐵DX（SFC：1995年12月8日）
6. 桃太郎電鐵HAPPY（SFC：1996年12月6日）
7. 桃太郎電鐵7（PS：1997年12月23日）
8. 桃太郎電鐵jr. 〜全國拉麵巡遊之卷〜（GB：1998年7月31日）
9. 桃太郎電鐵V（PS：1999年12月16日）
10. 桃太郎電鐵X ～九州篇也有～（PS2：2001年12月13日）
11. 桃太郎電鐵11 黑暗貧乏神出現!之卷（PS2・GC：2002年12月5日）
12. 桃太郎電鐵12 西日本篇也有!（PS2・GC：2003年12月11日）
13. 桃太郎電鐵USA（PS2：2004年11月18日）
14. 桃太郎電鐵G：創造黃金牌組吧!（GBA：2005年6月30日）
15. 桃太郎電鐵15 五大窮神登場!之卷（PS2：2005年12月8日）
16. 桃太郎電鐵16 北海道大移動之卷!（PS2：2006年12月7日、Wii：2007年7月19日、Xbox 360：2007年12月6日）
17. 桃太郎電鐵DS TOKYO&JAPAN（DS：2007年4月26日）
18. 桃太郎電鐵20周年（DS：2008年12月18日）
19. 桃太郎電鐵2010 戰國、維新的英雄大集合!之卷（Wii：2009年11月26日）
20. 桃太郎電鐵Tag Match 友情、努力、勝利之卷!（PSP：2010年7月15日）
21. 桃太郎電鐵WORLD（DS：2010年12月2日）

#### 由任天堂發行
1. 桃太郎電鐵 2017 奮起日本!!（3DS ：2016年12月22日）

#### 由科樂美數位娛樂發行
1. 桃太郎電鐵～昭和 平成 令和也是定番！～（Switch：2020年11月19日）*系列首次官方中文化的作品
2. 桃太郎電鐵世界～地球圍繞著希望轉動！～（Switch：2023年11月16日）

### 手機App系列一覽
桃太郎電鐵TOKYO
NTT DOCOMO：iAppli版（2005年2月7日配信開始）
au：EZAppliBREW版（2006年1月26日配信開始）
SoftBank：S!Appli版（2007年4月2日配信開始）
桃太郎電鐵JAPAN
NTT DOCOMO：iAppli版（2005年11月1日配信開始）
au：EZAppliBREW版（2006年8月10日配信開始）
SoftBank：S!Appli版（2007年4月2日配信開始）
桃太郎電鐵JAPAN豪華版
NTT DOCOMO：903i向けメガゲーム版（2007年1月4日配信開始）
au：EZAppliBREW版（2008年4月1日配信開始）

桃太郎電鐵WORLD
NTT DOCOMO：iAppli版（2006年4月1日配信開始）
au：EZAppliBREW版（2007年2月1日配信開始）
SoftBank：S!Appli版（2007年9月3日配信開始）
桃太郎電鐵CHUBU
NTT DOCOMO：iAppli版（2006年11月1日配信開始）
au：EZAppliBREW版（2007年9月6日配信開始）
SoftBank：S!Appli版（2007年9月3日配信開始）
桃太郎電鐵KANTO
NTT DOCOMO：iAppli版（2007年5月1日配信開始）
au：EZAppliBREW版（2008年2月1日配信開始）
SoftBank：S!Appli版（2008年2月1日配信開始）
桃太郎電鐵TOHOKU
NTT DOCOMO：iAppli版（2007年11月1日配信開始）
au：EZAppliBREW版（2008年9月4日配信開始）
SoftBank：S!Appli版
桃太郎電鐵HOKKAIDO
NTT DOCOMO：iAppli版（2008年6月1日配信開始）
au：EZAppliBREW版（2009年2月12日配信開始）
SoftBank：S!Appli版
桃太郎電鐵KYUSHU
NTT DOCOMO：iAppli版（2009年2月1日配信開始）
au：EZAppliBREW版（2009年9月3日配信開始）
桃太郎電鐵SETOUCHI
NTT DOCOMO：iAppli版（2009年9月1日配信開始）
au：EZAppliBREW版（2010年2月1日配信開始）
桃太郎電鐵KINKI
NTT DOCOMO：iAppli版（2010年3月1日配信開始）
SoftBank：SAppli版（2010年8月2日配信開始）
au：EZAppliBREW版（2010年9月3日配信開始）
桃太郎電鐵AOMORI
NTT DOCOMO：iAppli版（2010年11月1日配信開始）
SoftBank：SAppli版（2011年2月1日配信開始）
au：EZAppliBREW版（2011年4月22日配信開始）
桃太郎電鐵SHIZUOKA
NTT DOCOMO：iAppli版（2011年5月1日配信開始）
SoftBank：SAppli版（2011年8月1日配信開始）
au：EZAppliBREW版（2011年10月27日配信開始）
桃太郎電鐵TOKAI
NTT DOCOMO：iAppli版（2012年2月1日配信開始）
SoftBank：SAppli版（2012年3月1日配信開始）
au：EZAppliBREW版（2012年4月5日配信開始）
桃太郎電鐵Lite
2010年12月16日在GREE無料配信開始。內容和『桃太郎電鐵JAPAN』相同、年數固定為3年。
桃太郎電鐵JAPAN+
2011年2月17日iPhone / iPod touch版配信開始（App Store的系列）。

## 關連遊戲・活動等

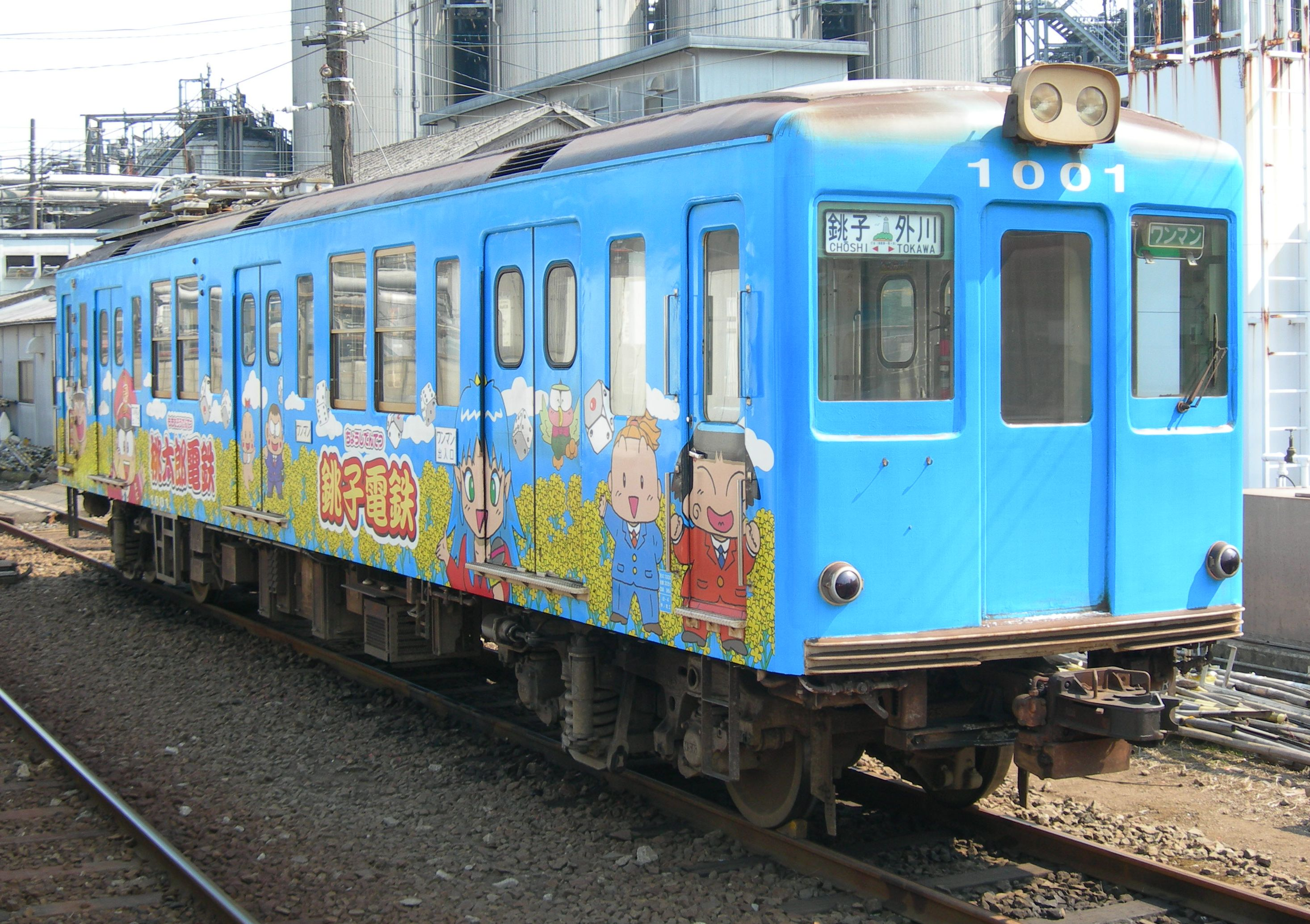
銚子電鐵的彩繪車

- 桃太郎道中記
- 桃太郎電鐵
- 桃之陣!
- サイコロまかせ!桃鐵之旅
- 桃太郎電鐵 桃太郎ランド
- 桃鐵物産館
- 桃繰勘定戰
- 環太平洋ボンビー大賞
- バトルボンビー2 すっきり桃味

## 漫畫作品
超級桃太郎電鐵IIIキングボンビーだよ〜ん!!
『快樂快樂月刊』1995年2月号～7月号連載。作者是松村努。單行本未刊行。
桃太郎電鐵 4コマ爆笑EXPRESS・桃太郎HAPPY 4コマツアー
『快樂快樂月刊』1995年11、12月号及1996年11、12月号掲載。作者是樋川博一。
SUPER桃太郎電鐵DX
樋川博一執筆、『快樂快樂月刊』1996年1月号掲載。
桃太郎電鐵7 4コマ劇場
佐久間晃擔任編集長的『CHOCO BANANA』的投稿4格漫畫集。全2巻。
それいけ!桃太郎電鐵
『KEROKERO ACE』連載。腳本是濱崎達也。作畫是高內優向。
桃太郎電鐵 お國じまんメッケたび
『快樂快樂一番!』連載中。腳本是井沢ひろし。作畫是小池マサヒト。

## 關連項目
- 桃太郎傳說
- 桃太郎活劇
- 桃太郎祭
- 桃太郎
- 人生遊戲
- 鬼無車站 - JR予讚線車站。
- 鐵道王

## 外部連結
- 桃太郎電鐵
- 桃太郎電鐵ボードゲーム 大どんでん返しの巻 （页面存档备份，存于）
- 佐久間晃 （页面存档备份，存于）